# A Liverpool FC 1895–1896-os szezonja
A Liverpool FC ismét a másodosztályban kezdte meg a bajnoki küzdelmeket 1895. szeptember 7-én, és sorozat végén ismét bajnokként sikerült feljutnia az élvonalba. Rekordnak számító, 106 gólt szerzett a csapat a pontvadászat során, a legnagyobb arányú győzelmüket a Rotherham United ellen érték el, 10-1-es arányban múlták felül riválisukat. Az idény legnagyobb vereségét a Newton Heath-től elszenvedett 5-2 jelentette. Az átlagos nézőszám a bajnokságban 6333 fő volt, az FA Kupát is beleszámítva 8055 fő. Az angol kupa küzdelmeitől ezúttal is gyorsan, már a második fordulóban búcsúzott a Liverpool.

## Igazolások
Érkezők:
| Dátum            | Név             | nemzetiség | Honnan              | Ár         |
| ---------------- | --------------- | ---------- | ------------------- | ---------- |
| 1895             | James Holmes    | angol      | Preston North End   | ismeretlen |
| 1895             | Ben Bull        | angol      | Loughborough Town   | ismeretlen |
| 1895             | William Keech   | angol      | Barnsley St Peters  | ismeretlen |
| 1895. május 18.  | Fred Geary      | angol      | Everton FC          | 60 font    |
| 1895. június     | Archie Goldie   | skót       | Clyde FC            | ismeretlen |
| 1895. szeptember | George Allan    | skót       | Leith Athletic      | ismeretlen |
| 1895. december   | Harry Storer    | angol      | Woolwich Arsenal    | ismeretlen |
| 1896             | Bernard Battles | skót       | Celtic FC           | ingyen     |
| 1896             | Thomas Cleghorn | skót       | Blackburn Rovers FC | ismeretlen |

Távozók:
| Dátum         | Név           | nemzetiség | Hova                   | Ár         |
| ------------- | ------------- | ---------- | ---------------------- | ---------- |
| 1895          | Neil Kerr     | skót       | Nottingham Forest FC   | ismeretlen |
| 1895          | John Drummond | skót       | Barnsley St Peters     | ismeretlen |
| 1895          | James Cameron | skót       | Pollokshields FC       | ismeretlen |
| 1895. július  | Hugh McQueen  | skót       | Derby County FC        | ismeretlen |
| 1895. október | Andrew Hannah | skót       | Rob Roy FC             | ismeretlen |
| 1895. október | Duncan McLean | skót       | Edinburgh St Bernard's | ismeretlen |
| 1896          | John Curran   | skót       | Hibernian FC           | ismeretlen |

## Division 2

### Mérkőzések
| 1895. szeptember 7. |

| Notts County FC | 2-3 | Liverpool FC                                    |
| --------------- | --- | ----------------------------------------------- |
| ?               |     | 7' Jimmy Ross 32' Joe McQue 40' Thomas Bradshaw |

| Trent Bridge, Nottingham (Anglia) Nézőszám: 7000 |

Felállás:
1  Matt McQueen
2  John Curran
3  Tom Wilkie
4  Billy Dunlop
5  Joe McQue
6  John McLean
7  Malcolm McVean
8  Jimmy Ross
9  Fred Geary
10 Frank Becton
11 Thomas Bradshaw
| 1895. szeptember 14. |

| Liverpool FC                            | 5-1 | Newcastle United FC |
| --------------------------------------- | --- | ------------------- |
| Frank Becton Thomas Bradshaw Jimmy Ross |     | ?                   |

| Anfield Stadion, Liverpool (Anglia) Nézőszám: 8000 |

Felállás:
1  John Whitehead
2  Billy Dunlop
3  Tom Wilkie
4  John McCartney
5  James Holmes
6  John McLean
7  Malcolm McVean
8  Jimmy Ross
9  George Allan
10 Frank Becton
11 Thomas Bradshaw
| 1895. szeptember 21. |

| Loughborough Town FC | 2-4 | Liverpool FC                                 |
| -------------------- | --- | -------------------------------------------- |
| ?                    |     | 25' Jimmy Ross 40' George Allan David Hannah |

| Athletic Grounds, Loughborough (Anglia) Nézőszám: 3500 |

Felállás:
1  Matt McQueen
2  Billy Dunlop
3  Tom Wilkie
4  John McCartney
5  Joe McQue
6  John McLean
7  Malcolm McVean
8  Jimmy Ross
9  George Allan
10 David Hannah
11 Thomas Bradshaw
| 1895. szeptember 28. |

| Liverpool FC                  | 5-1 | Burslem Port Vale |
| ----------------------------- | --- | ----------------- |
| George Allan David Hannah 50' |     | ?                 |

| Anfield Stadion, Liverpool (Anglia) Nézőszám: 5000 |

Felállás:
1  Matt McQueen
2  Archie Goldie
3  Billy Dunlop
4  John McCartney
5  Joe McQue
6  John McLean
7  Malcolm McVean
8  Jimmy Ross
9  George Allan
10 David Hannah
11 Thomas Bradshaw
| 1895. szeptember 30. |

| Liverpool FC                 | 4-1 | Burton Wanderers FC |
| ---------------------------- | --- | ------------------- |
| Frank Becton Thomas Bradshaw |     | ?                   |

| Anfield Stadion, Liverpool (Anglia) Nézőszám: 3000 |

Felállás:
1  Matt McQueen
2  Archie Goldie
3  Billy Dunlop
4  John McCartney
5  Joe McQue
6  John McLean
7  Malcolm McVean
8  Jimmy Ross
9  Frank Becton
10 David Hannah
11 Thomas Bradshaw
| 1895. október 5. |

| Newcastle United FC | 1-0 | Liverpool FC |
| ------------------- | --- | ------------ |
| ?                   |     |              |

| St James’ Park, Newcastle (Anglia) Nézőszám: 12000 |

Felállás:
1  Matt McQueen
2  John Curran
3  Billy Dunlop
4  John McCartney
5  Joe McQue
6  James Holmes
7  Malcolm McVean
8  Jimmy Ross
9  Fred Geary
10 Frank Becton
11 Thomas Bradshaw
| 1895. október 7. |

| Liverpool FC                       | 6-1 | Crewe Alexandra FC |
| ---------------------------------- | --- | ------------------ |
| George Allan Fred Geary Jimmy Ross |     | ?                  |

| Anfield Stadion, Liverpool (Anglia) Nézőszám: 3000 |

Felállás:
1  Matt McQueen
2  John Curran
3  Billy Dunlop
4  John McCartney
5  Joe McQue
6  James Holmes
7  Malcolm McVean
8  Jimmy Ross
9  Fred Geary
10 David Hannah
11 George Allan
| 1895. október 12. |

| Liverpool FC                                                   | 7-1 | Newton Heath |
| -------------------------------------------------------------- | --- | ------------ |
| Fred Geary 37' 55' Frank Becton Thomas Bradshaw Jimmy Ross 87' |     | ?            |

| Anfield Stadion, Liverpool (Anglia) Nézőszám: 10000 |

Felállás:
1  Matt McQueen
2  John Curran
3  Billy Dunlop
4  John McCartney
5  Joe McQue
6  James Holmes
7  Fred Geary
8  Jimmy Ross
9  George Allan
10 Frank Becton
11 Thomas Bradshaw
| 1895. október 19. |

| Grimsby Town FC | 1-0 | Liverpool FC |
| --------------- | --- | ------------ |
| ?               |     |              |

| Abbey Park, Grimsby (Anglia) Nézőszám: 5000 |

Felállás:
1  Matt McQueen
2  John Curran
3  Billy Dunlop
4  John McLean
5  Joe McQue
6  James Holmes
7  Malcolm McVean
8  Jimmy Ross
9  George Allan
10 Frank Becton
11 Thomas Bradshaw
| 1895. október 21. |

| Burslem Port Vale | 4-5 | Liverpool FC            |
| ----------------- | --- | ----------------------- |
| ?                 |     | Frank Becton Fred Geary |

| Athletic Ground, Burslem (Anglia) Nézőszám: 1000 |

Felállás:
1  Matt McQueen
2  John Curran
3  Billy Dunlop
4  John McLean
5  Joe McQue
6  James Holmes
7  Malcolm McVean
8  Jimmy Ross
9  Fred Geary
10 Frank Becton
11 Thomas Bradshaw
| 1895. október 26. |

| Liverpool FC                             | 3-0 | Notts County FC |
| ---------------------------------------- | --- | --------------- |
| Thomas Bradshaw 7' Fred Geary Jimmy Ross |     |                 |

| Anfield Stadion, Liverpool (Anglia) Nézőszám: 8000 |

Felállás:
1  Matt McQueen
2  Archie Goldie
3  Tom Wilkie
4  William Keech
5  Joe McQue
6  James Holmes
7  Malcolm McVean
8  Jimmy Ross
9  Fred Geary
10 Frank Becton
11 Thomas Bradshaw
| 1895. november 2. |

| Newton Heath | 5-2 | Liverpool FC                  |
| ------------ | --- | ----------------------------- |
| ?            |     | 2' Frank Becton 4' Jimmy Ross |

| Bank Street, Manchester (Anglia) Nézőszám: 10000 |

Felállás:
1  John Whitehead
2  Archie Goldie
3  Tom Wilkie
4  William Keech
5  Joe McQue
6  Matt McQueen
7  David Hannah
8  Jimmy Ross
9  Fred Geary
10 Frank Becton
11 Thomas Bradshaw
| 1895. november 9. |

| Liverpool FC          | 3-1 | Leicester Fosse |
| --------------------- | --- | --------------- |
| Fred Geary Tom Wilkie |     | ?               |

| Anfield Stadion, Liverpool (Anglia) Nézőszám: 7000 |

Felállás:
1  Matt McQueen
2  Archie Goldie
3  Tom Wilkie
4  William Keech
5  Joe McQue
6  John McLean
7  David Hannah
8  Jimmy Ross
9  Fred Geary
10 Frank Becton
11 Thomas Bradshaw
| 1895. november 16. |

| Woolwich Arsenal              | 0-2 | Liverpool FC |
| ----------------------------- | --- | ------------ |
| Thomas Bradshaw 7' Fred Geary |     |              |

| Manor Ground, London (Anglia) Nézőszám: 10000 |

Felállás:
1  Matt McQueen
2  Archie Goldie
3  Tom Wilkie
4  John McCartney
5  William Keech
6  James Holmes
7  David Hannah
8  Jimmy Ross
9  Fred Geary
10 Frank Becton
11 Thomas Bradshaw
| 1895. november 23. |

| Liverpool FC | 0-0   | Darwen FC |
| ------------ | ----- | --------- |
|              | (0-0) |           |

| Anfield Stadion, Liverpool (Anglia) Nézőszám: 3000 |

Felállás:
1  Matt McQueen
2  Archie Goldie
3  Tom Wilkie
4  John McCartney
5  William Keech
6  James Holmes
7  David Hannah
8  Jimmy Ross
9  Fred Geary
10 Frank Becton
11 Thomas Bradshaw
| 1895. november 30. |

| Leicester Fosse | 2-0 | Liverpool FC |
| --------------- | --- | ------------ |
| ?               |     |              |

| Filbert Street, Leicester (Anglia) Nézőszám: 8000 |

Felállás:
1  Matt McQueen
2  Archie Goldie
3  Tom Wilkie
4  John McCartney
5  William Keech
6  James Holmes
7  Malcolm McVean
8  Jimmy Ross
9  Fred Geary
10 Frank Becton
11 Thomas Bradshaw
| 1895. december 7. |

| Liverpool FC | 1-0 | Loughborough Town FC |
| ------------ | --- | -------------------- |
| Frank Becton |     |                      |

| Anfield Stadion, Liverpool (Anglia) Nézőszám: 1000 |

Felállás:
1  Matt McQueen
2  Archie Goldie
3  Tom Wilkie
4  John McCartney
5  Joe McQue
6  James Holmes
7  Malcolm McVean
8  David Hannah
9  George Allan
10 Frank Becton
11 Thomas Bradshaw
| 1895. december 14. |

| Darwen FC | 0-4 | Liverpool FC                                            |
| --------- | --- | ------------------------------------------------------- |
|           |     | 2' Joe McQue 15' Malcolm McVean Fred Geary Frank Becton |

| Barley Bank, Darwen (Anglia) Nézőszám: 2000 |

Felállás:
1  Matt McQueen
2  Archie Goldie
3  Tom Wilkie
4  John McCartney
5  Joe McQue
6  James Holmes
7  Malcolm McVean
8  Fred Geary
9  George Allan
10 Frank Becton
11 Thomas Bradshaw
| 1895. december 21. |

| Lincoln City | 0-1   | Liverpool FC     |
| ------------ | ----- | ---------------- |
|              | (0-1) | 35' George Allan |

| Sincil Bank, Lincoln (Anglia) Nézőszám: 3000 |

Felállás:
1  Matt McQueen
2  Archie Goldie
3  Tom Wilkie
4  John McCartney
5  Joe McQue
6  James Holmes
7  Malcolm McVean
8  Fred Geary
9  George Allan
10 Frank Becton
11 David Hannah
| 1896. január 1. |

| Liverpool FC                                     | 3-1 | Manchester City FC |
| ------------------------------------------------ | --- | ------------------ |
| Jimmy Ross 50' Malcolm McVean 54' Jimmy Ross 85' |     | ?                  |

| Anfield Stadion, Liverpool (Anglia) Nézőszám: 20000 |

Felállás:
1  Harry Storer
2  Archie Goldie
3  Tom Wilkie
4  John McCartney
5  Joe McQue
6  James Holmes
7  Malcolm McVean
8  Fred Geary
9  George Allan
10 Jimmy Ross
11 Thomas Bradshaw
| 1896. január 4. |

| Rotherham Town FC | 0-5 | Liverpool FC                            |
| ----------------- | --- | --------------------------------------- |
|                   |     | George Allan Thomas Bradshaw Jimmy Ross |

| Clifton Lane, Rotherham (Anglia) Nézőszám: 2000 |

Felállás:
1  Harry Storer
2  Archie Goldie
3  Tom Wilkie
4  John McCartney
5  Joe McQue
6  James Holmes
7  Malcolm McVean
8  Fred Geary
9  George Allan
10 Jimmy Ross
11 Thomas Bradshaw
| 1896. január 11. |

| Liverpool FC         | 3-0 | Woolwich Arsenal |
| -------------------- | --- | ---------------- |
| Joe McQue Jimmy Ross |     |                  |

| Anfield Stadion, Liverpool (Anglia) Nézőszám: 7000 |

Felállás:
1  Harry Storer
2  Archie Goldie
3  Tom Wilkie
4  John McCartney
5  Joe McQue
6  James Holmes
7  Malcolm McVean
8  Fred Geary
9  George Allan
10 Jimmy Ross
11 David Hannah
| 1896. január 25. |

| Liverpool FC                                                        | 6-1 | Lincoln City |
| ------------------------------------------------------------------- | --- | ------------ |
| Jimmy Ross 5' 80' George Allan Ben Bull Fred Geary Frank Becton 47' |     | ?            |

| Anfield Stadion, Liverpool (Anglia) Nézőszám: 4000 |

Felállás:
1  Harry Storer
2  Archie Goldie
3  Tom Wilkie
4  John McCartney
5  Joe McQue
6  Matt McQueen
7  Ben Bull
8  Fred Geary
9  George Allan
10 Jimmy Ross
11 Frank Becton
| 1896. február 18. |

| Liverpool FC                                        | 10-1  | Rotherham Town FC |
| --------------------------------------------------- | ----- | ----------------- |
| George Allan Frank Becton Malcolm McVean Jimmy Ross | (6-0) | Cutts             |

| Anfield Stadion, Liverpool (Anglia) Nézőszám: 2000 |

Felállás:
1  Harry Storer
2  Archie Goldie
3  Tom Wilkie
4  John McCartney
5  Joe McQue
6  James Holmes
7  Malcolm McVean
8  Jimmy Ross
9  George Allan
10 Frank Becton
11 Thomas Bradshaw
| 1896. február 22. |

| Liverpool FC                  | 3-1 | Grimsby Town FC |
| ----------------------------- | --- | --------------- |
| Frank Becton 13' George Allan |     | ?               |

| Anfield Stadion, Liverpool (Anglia) Nézőszám: 10000 |

Felállás:
1  Harry Storer
2  Archie Goldie
3  Tom Wilkie
4  John McCartney
5  Joe McQue
6  Matt McQueen
7  Malcolm McVean
8  Jimmy Ross
9  George Allan
10 Frank Becton
11 Thomas Bradshaw
| 1896. február 29. |

| Burton Swifts | 0-7 | Liverpool FC                               |
| ------------- | --- | ------------------------------------------ |
|               |     | 15' John McCartney Frank Becton Jimmy Ross |

| Peel Croft, Burton (Anglia) Nézőszám: 1500 |

Felállás:
1  Harry Storer
2  Archie Goldie
3  Billy Dunlop
4  John McCartney
5  Joe McQue
6  Matt McQueen
7  Malcolm McVean
8  Jimmy Ross
9  George Allan
10 Frank Becton
11 Thomas Bradshaw
| 1896. március 7. |

| Burton Wanderers FC | 2-1 | Liverpool FC     |
| ------------------- | --- | ---------------- |
| ?                   |     | 16' George Allan |

| Derby Turn, Burton (Anglia) Nézőszám: 2000 |

Felállás:
1  Harry Storer
2  Archie Goldie
3  Billy Dunlop
4  John McCartney
5  Joe McQue
6  Matt McQueen
7  Malcolm McVean
8  Jimmy Ross
9  George Allan
10 Frank Becton
11 Thomas Bradshaw
| 1896. március 21. |

| Liverpool FC                                          | 6-1 | Burton Swifts |
| ----------------------------------------------------- | --- | ------------- |
| George Allan Thomas Bradshaw Jimmy Ross Joe McQue 89' |     | ?             |

| Anfield Stadion, Liverpool (Anglia) Nézőszám: 4000 |

Felállás:
1  Harry Storer
2  Archie Goldie
3  Billy Dunlop
4  Bernard Battles
5  Joe McQue
6  Thomas Cleghorn
7  Malcolm McVean
8  Jimmy Ross
9  George Allan
10 Frank Becton
11 Thomas Bradshaw
| 1896. március 28. |

| Crewe Alexandra FC | 0-7 | Liverpool FC                                       |
| ------------------ | --- | -------------------------------------------------- |
|                    |     | George Allan Frank Becton Joe McQue Malcolm McVean |

| Nantwich Road, Crewe (Anglia) Nézőszám: 3000 |

Felállás:
1  Harry Storer
2  Archie Goldie
3  Tom Wilkie
4  John McCartney
5  Joe McQue
6  Thomas Cleghorn
7  Malcolm McVean
8  Fred Geary
9  George Allan
10 Frank Becton
11 Thomas Bradshaw
| 1896. április 3. |

| Manchester City FC | 1-1 | Liverpool FC     |
| ------------------ | --- | ---------------- |
| ?                  |     | 81' George Allan |

| Hyde Road, Manchester (Anglia) Nézőszám: 25000 |

Felállás:
1  Harry Storer
2  Archie Goldie
3  Tom Wilkie
4  Bernard Battles
5  Joe McQue
6  Thomas Cleghorn
7  Malcolm McVean
8  Fred Geary
9  George Allan
10 Frank Becton
11 Thomas Bradshaw

#### Rájátszás
| 1896. április 18. |

| Liverpool FC                                    | 4-0 | Small Heath |
| ----------------------------------------------- | --- | ----------- |
| George Allan Thomas Bradshaw John McCartney 51' |     |             |

| Anfield Stadion, Liverpool (Anglia) Nézőszám: 20000 |

Felállás:
1  Harry Storer
2  Archie Goldie
3  Bernard Battles
4  John McCartney
5  Joe McQue
6  Thomas Cleghorn
7  Malcolm McVean
8  Jimmy Ross
9  George Allan
10 Frank Becton
11 Thomas Bradshaw
| 1896. április 20. |

| Small Heath | 0-0 | Liverpool FC |
| ----------- | --- | ------------ |
|             |     |              |

| Muntz Street, Birmingham (Anglia) Nézőszám: 5000 |

Felállás:
1  Harry Storer
2  Archie Goldie
3  Bernard Battles
4  John McCartney
5  Joe McQue
6  Thomas Cleghorn
7  Malcolm McVean
8  Jimmy Ross
9  George Allan
10 Frank Becton
11 Thomas Bradshaw
| 1896. április 25. |

| Liverpool FC                         | 2-0   | West Bromwich Albion FC |
| ------------------------------------ | ----- | ----------------------- |
| Thomas Bradshaw 30' George Allan 61' | (1-0) |                         |

| Anfield Stadion, Liverpool (Anglia) Nézőszám: 20000 |

Felállás:
1  Harry Storer
2  Archie Goldie
3  Bernard Battles
4  John McCartney
5  Joe McQue
6  Thomas Cleghorn
7  Malcolm McVean
8  Jimmy Ross
9  George Allan
10 Frank Becton
11 Thomas Bradshaw
| 1896. április 27. |

| West Bromwich Albion FC | 2-0 | Liverpool FC |
| ----------------------- | --- | ------------ |
| ?                       |     |              |

| Stoney Lane, Birmingham (Anglia) Nézőszám: 6000 |

Felállás:
1  Harry Storer
2  Archie Goldie
3  Tom Wilkie
4  John McCartney
5  Joe McQue
6  Thomas Cleghorn
7  Fred Geary
8  Jimmy Ross
9  George Allan
10 Frank Becton
11 Thomas Bradshaw

## FA Kupa
Első forduló:
| 1896. február 1. |

| Liverpool FC                                         | 4-1 | Millwall Athletic |
| ---------------------------------------------------- | --- | ----------------- |
| Jimmy Ross Thomas Bradshaw Frank Becton George Allan |     | ?                 |

| Anfield Stadion, Liverpool (Anglia) Nézőszám: 10000 |

Felállás:
1  Harry Storer
2  Archie Goldie
3  Tom Wilkie
4  John McCartney
5  Joe McQue
6  James Holmes
7  Fred Geary
8  Jimmy Ross
9  George Allan
10 Frank Becton
11 Thomas Bradshaw
Második forduló:
| 1896. február 15. |

| Wolverhampton Wanderers FC | 2-0 | Liverpool FC |
| -------------------------- | --- | ------------ |
| ?                          |     |              |

| Molineux, Wolverhampton (Anglia) Nézőszám: 15000 |

Felállás:
1  Harry Storer
2  Archie Goldie
3  Tom Wilkie
4  John McCartney
5  Joe McQue
6  James Holmes
7  Fred Geary
8  Jimmy Ross
9  George Allan
10 Frank Becton
11 Thomas Bradshaw
A Liverpool FC kiesett az FA Kupából.

## Statisztikák

### Pályára lépések
Összesen 22 játékos lépett pályára a Liverpool színeiben a szezonban.
| Név             | Bajnokság | FA Kupa | Rájátszás | Összesen |
| --------------- | --------- | ------- | --------- | -------- |
| Thomas Bradshaw | 26        | 2       | 4         | 32       |
| Joe McQue       | 26        | 2       | 4         | 32       |
| Jimmy Ross      | 25        | 2       | 4         | 31       |
| Frank Becton    | 24        | 2       | 4         | 30       |
| John McCartney  | 22        | 2       | 4         | 28       |
| Archie Goldie   | 22        | 2       | 4         | 28       |
| Malcolm McVean  | 24        | 0       | 3         | 27       |
| George Allan    | 20        | 2       | 4         | 26       |
| Tom Wilkie      | 20        | 2       | 1         | 23       |
| Fred Geary      | 19        | 2       | 1         | 22       |
| Matt McQueen    | 22        | 0       | 0         | 22       |
| James Holmes    | 17        | 2       | 0         | 19       |
| Harry Storer    | 11        | 2       | 4         | 17       |
| Billy Dunlop    | 13        | 0       | 0         | 13       |
| David Hannah    | 11        | 0       | 0         | 11       |
| John McLean     | 8         | 0       | 0         | 8        |
| Thomas Cleghorn | 3         | 0       | 4         | 7        |
| John Curran     | 6         | 0       | 0         | 6        |
| William Keech   | 6         | 0       | 0         | 6        |
| Bernard Battles | 2         | 0       | 3         | 5        |
| John Whitehead  | 2         | 0       | 0         | 2        |
| Ben Bull        | 1         | 0       | 0         | 1        |

### Gólszerzők
| Név             | Bajnokság | FA Kupa | Rájátszás | Összesen |
| --------------- | --------- | ------- | --------- | -------- |
| George Allan    | 25        | 1       | 3         | 29       |
| Jimmy Ross      | 23        | 1       | 0         | 24       |
| Frank Becton    | 18        | 1       | 0         | 19       |
| Thomas Bradshaw | 11        | 1       | 2         | 14       |
| Fred Geary      | 11        | 0       | 0         | 11       |
| Malcolm McVean  | 7         | 0       | 0         | 7        |
| Joe McQue       | 5         | 0       | 0         | 5        |
| David Hannah    | 3         | 0       | 0         | 3        |
| John McCartney  | 1         | 0       | 1         | 2        |
| Ben Bull        | 1         | 0       | 0         | 1        |
| Tom Wilkie      | 1         | 0       | 0         | 1        |

## Egyéb mérkőzések
| Dátum                | Hazai                | Eredmény | Vendég                  | Stadion         | Kiírás        |
| -------------------- | -------------------- | -------- | ----------------------- | --------------- | ------------- |
| 1895. szeptember 3.  | Liverpool FC         | 2-0      | Celtic FC               | Anfield Stadion | barátságos    |
| 1895. szeptember 9.  | The Wednesday        | 4-2      | Liverpool FC            | Olive Grove     | barátságos    |
| 1895. szeptember 16. | Liverpool FC         | 0-2      | Derby County FC         | Anfield Stadion | barátságos    |
| 1895. szeptember 23. | Liverpool FC         | 0-3      | angol válogatott        | Anfield Stadion | emlékmérkőzés |
| 1895. november 4.    | Preston North End FC | 2-1      | Liverpool FC            | Deepdale        | emlékmérkőzés |
| 1895. november 11.   | Liverpool FC         | 5-1      | ír válogatott           | Anfield Stadion | barátságos    |
| 1895. december 2.    | Wrexham & District   | 0-5      | Liverpool FC            | Wrexham         | emlékmérkőzés |
| 1895. december 25.   | Bolton Wanderers FC  | 0-0      | Liverpool FC            | Burnden Park    | barátságos    |
| 1895. december 26.   | Blackburn Rovers FC  | 0-1      | Liverpool FC            | Ewood Park      | barátságos    |
| 1896. február 8.     | Preston North End FC | 3-2      | Liverpool FC            | Deepdale        | barátságos    |
| 1896. március 14.    | Liverpool FC         | 5-1      | West Bromwich Albion FC | Anfield Stadion | barátságos    |
| 1896. április 6.     | Liverpool FC         | 4-2      | Burnley FC              | Anfield Stadion | emlékmérkőzés |
| 1896. április 8.     | Liverpool FC         | 1-0      | The Wednesday           | Anfield Stadion | barátságos    |
| 1896. április 11.    | Burnley FC           | 3-3      | Liverpool FC            | Turf Moor       | barátságos    |
| 1896. április 29.    | Northwich Victoria   | 1-1      | Liverpool FC            | The Drill Field | barátságos    |
| 1896. április 30.    | Southport Central    | 1-0      | Liverpool FC            | Ash Lane        | barátságos    |